# اینووریو
اینووریو (به ایتالیایی: Invorio) یک کومونه در ایتالیا است که در استان نووارا واقع شده‌است.

## خصوصیات
اینووریو ۱۷٫۴ کیلومترمربع مساحت و ۳٬۹۵۸ نفر جمعیت دارد.